# 대남 (영화)
"대남"은 1988년에 개봉한 대한민국의 영화이다.

## 캐스팅
- 이영욱
- 민복기
- 황인식
- 김진희
- 정세혁
- 홍성영
- 김기주
- 마도식
- 김두한
- 정주현
- 이동철
- 조병옥
- 유창국
- 이예성
- 송치우
- 고명환
- 홍영삼
- 최정식
- 김길호
- 김창기
- 박철
- 이청규
- 김병기
- 최충열
- 정득이
- 김형섭
- 김완식
- 주지철